# Ramadevi Choudhury
Pour les articles homonymes, voir Choudhury.
Ramadevi Choudhury, née le 3 décembre 1899, morte le 22 juillet 1985, également connue sous le nom de Rama Devi, est une combattante pour l'indépendance de l'Inde et une réformatrice sociale. Elle a été appelée Maa (Mère) par les habitants de l'État d'Odisha.
Une université, un musée, une école lui sont dédiés.

## Biographie

### Famille
Ramadevi Choudhury est la fille de Gopal Ballav Das et la nièce d'Utkal Gaurab Madhusudan Das. À l'âge de 15 ans, elle épouse Gopabandhu Choudhury, alors collecteur adjoint.

### Rôle dans la lutte pour l'indépendance
Avec son mari, Ramadevi Choudhury rejoint le mouvement indépendantiste indien en 1921. Elle est fortement influencée par le Mahatma Gandhi . Les autres qui l'influencent sont Jai Prakash Narayan, Vinoba Bhave et son oncle, Madhusudan Das. La même année 1921, elle et son mari rejoignent le Congrès national indien et commencent à porter du khadi.
Elle prend une part active au mouvement de non coopération. Elle va de village en village pour encourager les femmes à rejoindre le mouvement indépendantiste. En 1930, elle participe activement au mouvement Salt Satyagraha au niveau d'Orissa. Elle va à Inchudi et Srijang, avec d'autres militants comme Kiranbala Sen, Maltidevi, Sarala Devi, Pranakrushna Padhiari. Elle et ses confrères sont arrêtés en novembre 1930 et placés dans différentes prisons par les Britanniques. Elle a été arrêtée plusieurs fois (en 1921, 1930, 1936, 1942) avec d'autres militantes indépendantistes comme Sarala Devi, Malati Choudhury et d'autres et est envoyée en prison,,.
Elle assiste à la session de Karachi de 1931 du Congrès national indien et elle demande aux dirigeants de tenir la prochaine session en Orissa. En 1932, après sa libération de la prison de Hazaribagh, elle s'implique activement dans le bien-être de Harijan. Elle a déclaré l'Asprushyata Nibarana Samiti sur les instructions de Gandhi, pour l'éradication de l'intouchabilité. L'institution est ensuite rebaptisée Harijan Sewa Sangha. Elle est étroitement impliquée dans les visites que Gandhiji effectue en 1932 et 1934 en Orissa ainsi que dans les visites qu'y font Kasturba, Sardar Patel, Rajendra Prasad, Maulana Azad, Jawaharlal Nehru et d'autres personnalités. Elle fonde un ashram à Bari, que Gandhiji a nommé Sewaghar. Pendant le mouvement Quit India de 1942, des membres de toute la famille de Rama Devi Choudhury, y compris son mari Gopabandhu Choudhury, sont arrêtés. Après la mort de Kasturba Gandhi, Gandhi lui affecte la représentation du chapitre d'Orissa au Kasturba Trust.

### Rôle après l'indépendance de l'Inde
Après l'indépendance de l'Inde en 1947, Rama Devi Choudhry se consacre à la cause du mouvement Bhoodan et Gramdan d' Acharya Vinoba Bhave.
En 1952, avec son mari, elle parcourt à pied environ 4 000 kilomètres à travers l'État pour propager le message de donner la terre et la richesse aux sans terre et aux pauvres,,,,. À partir de 1928, Rama Devi Choudhury reste à l'ashram d'Alaka à Jagatsingpur.
Elle aide à mettre en place le Utkal Khadi Mandal et installe également un centre de formation des enseignants et Balwadi à Ramchandrapur. En 1950, elle crée un centre tribal de santé à Dumburugeda. Pendant la famine de 1951, elle et Malati travaillent pour les secours aux affamés à Koraput. Elle œuvre aussi pour aider les soldats affectés par la guerre indochinoise de 1962.
Pendant la période de l'état d'urgence, elle proteste en publiant son propre journal avec Harekrushna Mahatab et Nilamani Routray. La presse Gram Sevak est interdite par le gouvernement et elle est arrêtée avec d'autres dirigeants d'Orissa comme Nabakrushna Choudhuri, Harekrushna Mahatab, Manmohan Chowdhury, Smt. Annapurna Moharana, Jaykrushana Mohanty et autres.
Elle fonde une école primaire, Shishu Vihar et un hôpital du cancer à Cuttack.

### Reconnaissance
En reconnaissance de ses services à la nation indienne, Ramadevi Choudhury reçoit le prix Jamnalal Bajaj , le 4 novembre 1981 et le titre de docteur honoris causa en philosophie de l'université Utkal le 16 avril 1984.

### Décès
Rama Devi Choudhury meurt à Cuttack le 22 juillet 1985.

## Hommages posthumes
L'université pour femmes Ramadevi de Bhubaneshwar est ainsi nommée en sa mémoire. C'est la première université pour femmes de l'est de l'Inde, créée en tant que telle depuis 2015. Un musée lui est dédié dans les locaux de l'université.
L'école - Shishu Vihar - créée par elle à Cuttack s'appelle désormais Ramadevi Shishu Vihar.